# ソウルキャリバーV
『ソウルキャリバーV』（ソウルキャリバーファイブ、SOULCALIBUR V）はバンダイナムコゲームス (後のバンダイナムコエンターテインメント) より2012年2月2日に発売されたPlayStation 3（PS3）、Xbox 360用3D武器対戦格闘ゲーム。“ソウルシリーズ”の第8作目。シリーズ初のCERO：D（17才以上対象）の作品である。ヨーロッパでは同年2月3日、アメリカでは同年1月31日に発売。

## 概要
ナンバリングタイトルとしては前作IVから実に3年半振りとなるソウルシリーズの新作。開発スタッフは一部を除き一新され、舞台設定も前作から17年後となり、同シリーズの人気キャラクターであったソフィーティアの二人の子供達を主軸とした物語が展開される。
今作ではストーリーモード「story -1607 A.D.-」がメインとなり、前作まであった各キャラクターのエンディングが無くなり、レギュラーをはじめ、新キャラクターや隠しまで全てサブキャラクター扱いとなった。
「より速く、より軽く」がコンセプトに挙げられ、それに伴い戦闘システムも縦斬り・横斬り・8WAY-RUNを主軸としつつ変更が加えられている。具体的には、同じ方向にスティックを2回入力することでキャラが素早く移動し、より攻撃を回避しやすくなる「クイックムーブ」、タイミングよくガードの入力を行うことでガードした後の硬直を軽減できる「ジャストガード」などが新たな要素として追加されている。また、それまでのシリーズの伝統であったガードインパクトについても仕様が変更となった。なお、シリーズ恒例となるゲストキャラクターは『アサシン クリード ブラザーフッド』から主人公のエツィオが参戦となった。
特に大きな変更点として、シリーズでは初めて「クリティカルゲージ」と呼ばれるゲージが導入された。クリティカルゲージは各プレイヤーの攻撃などによって最大2ゲージ分まで貯めることができ、これをある程度消費することで、各キャラクター固有の超必殺技である「クリティカルエッジ」、特定のコマンド技を強化する「ブレイブエッジ」、そして前述のガードインパクトなどを使用することができる。どれもが対戦において重要なウェイトを占めているため、プレイヤーは今までの立ち回り以上にゲージ管理が勝利する上で重要となってくる。なお、前作で導入されたクリティカルフィニッシュは廃止された。
また、シリーズの売りであるキャラクタークリエイションモードも引き続いて搭載されており、『IV』で導入された筋肉量の変化だけでなく、今回は新たに身長や身体の各部位の太さも変更できるようになった他、各パーツの柄を変えることができるようになったり、フェイスペイントやステッカーなどを貼り付けることも可能となった。また、キャラクターの持つ武器の柄や色、攻撃の軌跡の色なども変更可能となり、更にクリエイションの幅が広がっている。
一方でIIIの「ロストクロニクルズ」、IVの「Tower Of Lost Souls」のようなシリーズ御馴染みのオフラインで遊べる要素は廃止され「Quick Battle」と呼ばれる様々な容姿や性格のキャラクターと対戦するモードに置き換わった。
なお、制作にあたっては外部スタッフも数多く参加しており、ストーリー面の演出等をサイバーコネクトツーが、楽曲面をCreative Intelligence Arts（CIA）がそれぞれ担当している。特に音楽面においては、ロード・オブ・ザ・リングなどを手がけグラミー賞の受賞経験を持つジョン・カーランダーや、ロマンシング サ・ガや聖剣伝説2を担当した菊田裕樹が参加しており、非常に豪華な布陣となっている。
全世界売上は約174万本を記録している。日本での初週売上はPS3/Xbox 360版合わせて約4万2000本。

## 登場キャラクター

### メインキャラクター
- パトロクロス
- ピュラ

### 新キャラクター
- ツヴァイ（Z.W.E.I.）
- ナツ
- ヴィオラ
- レイシャ
- シバ

### レギュラーキャラクター
- ジークフリート
- ティラ
- 御剣
- アイヴィー
- アスタロス
- ヴォルド
- マキシ
- ラファエル
- ナイトメア
- 吉光
- アイオーン
- セルバンテス
- ヒルダ

### DLC追加キャラクター
- ダンピエール

初回生産分に使用可能になるダウンロードコードが封入。後日、追加ダウンロードコンテンツとして販売。（2023年6月19日に配信終了。）

### 隠しキャラクター
- アルゴル
- エッジマスター
- キリク
- αパトロクロス
- ピュラΩ
- エリュシオン

### ゲストキャラクター
- エツィオ・アウディトーレ・ダ・フィレンツェ

『アサシン クリード ブラザーフッド』からの参戦。PS3版、Xbox 360版の双方で使用可能。

## 小説
ソウルキャリバー 魂を刃にこめて
ソウルキャリバーVの発売に先駆けて刊行された。2012年1月25日発行 上下巻同時発売。集英社スーパーダッシュ文庫より刊行。
これまでのソウルシリーズのストーリーを大まかになぞっているものの幾分の脚色を交えている。